# Mount View
Mount View är en ort i Australien. Den ligger i kommunen Cessnock och delstaten New South Wales, i den sydöstra delen av landet, omkring 110 kilometer norr om delstatshuvudstaden Sydney. Antalet invånare är 236.
Närmaste större samhälle är Cessnock, nära Mount View. 
I omgivningarna runt Mount View växer huvudsakligen savannskog. Runt Mount View är det ganska glesbefolkat, med 25 invånare per kvadratkilometer. Genomsnittlig årsnederbörd är 1 149 millimeter. Den regnigaste månaden är februari, med i genomsnitt 197 mm nederbörd, och den torraste är juli, med 41 mm nederbörd.